# Lucy Bacon
Lucy Angeline Bacon (Pitcairn, 30 de julio de 1857 - San Francisco, 17 de octubre de 1932) fue una artista estadounidense conocida por sus pinturas al óleo impresionistas de flores, paisajes y bodegones de California. Estudió en París con el impresionista Camille Pissarro. Es la única artista californiana conocida que ha estudiado con alguno de los grandes impresionistas franceses.

## Trayectoria
Nació en 1857 en Nueva York, y se graduó en 1879 en la Potsdam Normal School de Nueva York. Las principales obras de arte de Bacon fueron Garden Landscape y Path Through the Woods. Garden Landscape fue expuesto en el Museo de Bellas Artes de San Francisco. Es una pintura al óleo sobre lienzo. Por otro lado, también pintó Path Through the Woods, alrededor de 1898 que también es óleo sobre lienzo. Su familia la animó a seguir su carrera artística. Estaba relacionada con Robert K. Vickery, a través del matrimonio de su sobrina Ruth. En la década de 1890, era copropietaria de una galería de San Francisco, Vickery, Atkins & Torrey, la primera galería en exhibir el impresionismo en San Francisco.
Bacon estudió en la ciudad de Nueva York en la Liga de estudiantes de arte de Nueva York y la Academia Nacional de Dibujo de Estados Unidos. En 1892, se fue a París para continuar sus estudios en la Académie Colarossi. Allí estudió con Camille Pissarro, siguiendo el consejo de la pintora estadounidense Mary Cassatt. Se mudó a Éragny-sur-Epte donde realizó pinturas impresionistas. En 1898, vivía en San José y exhibía pinturas como A San Jose Garden en la Asociación de Arte de San Francisco. Se mudó a California con la esperanza de que mejoraran las enfermedades crónicas que limitaban su capacidad para pintar. Enseñó en la escuela preparatoria Washburn en San José y pintó en el estudio instalado en su casa.
En la primavera de 1902, sus obras fueron exhibidas en el Instituto de Arte Mark Hopkins en San Francisco. En 1905, Bacon renunció a su carrera de pintora y se dedicó a la religión de la Ciencia Cristiana, descubriendo posiblemente que aliviaba sus problemas de salud, aunque continuó enseñando arte. Hacia 1909, vivía en San Francisco. Fue miembro del Indian Fair Committee of the New Mexico Association on Indian Affairs (NMAIA) y de la Eastern Association on Indian Affairs (EAIA) en 1927, que exhibían obras de artistas nativos americanos.
Murió en San Francisco en 1932.
Su pintura, Garden Landscape realizada entre 1894 y 1896, se encuentra en la colección del Museo de Bellas Artes de San Francisco.

## Galería

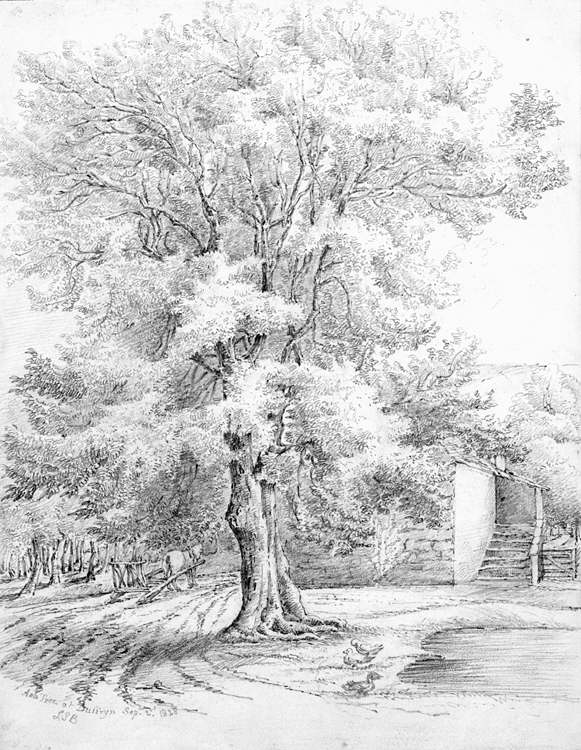
Sketch of an ash tree en Duffryn
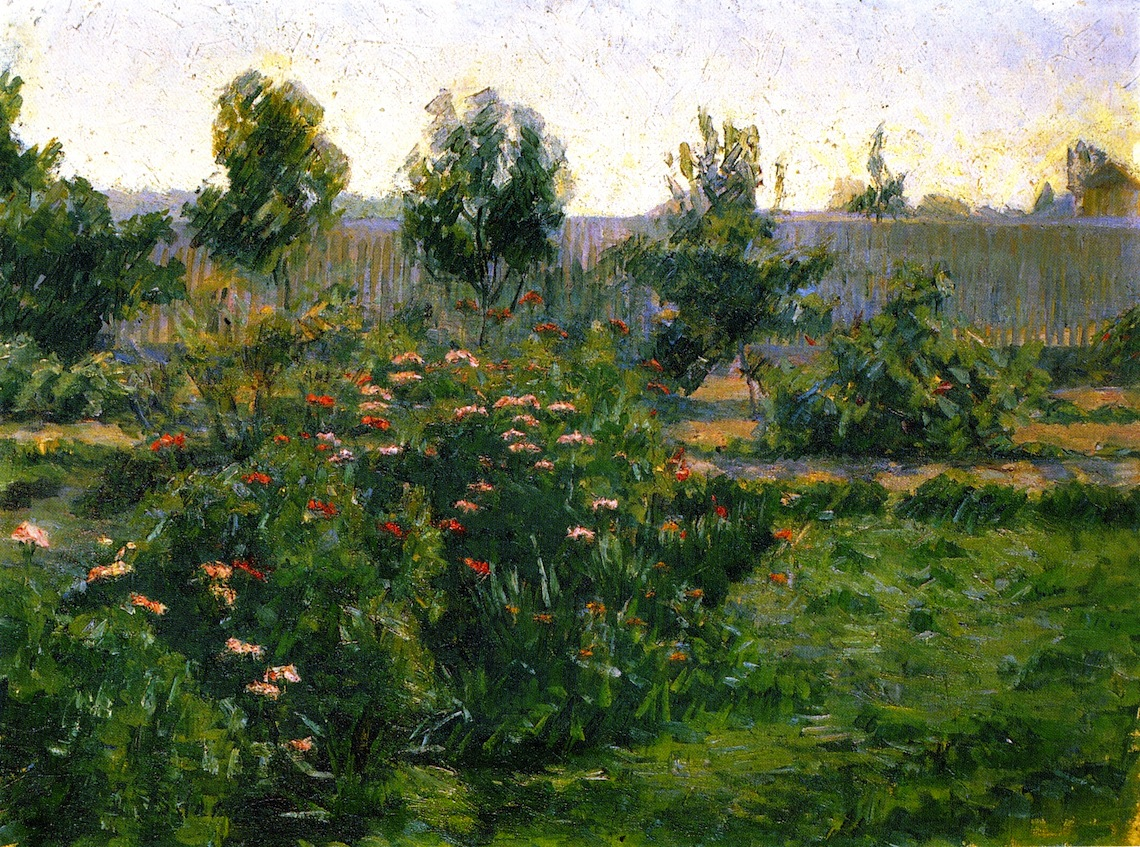
Garden Landscape (ca. 1984–1896)
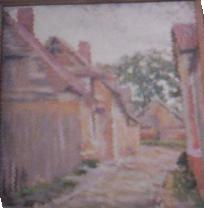
Gennevilliers (c. 1895), realizada cuando estudiaba con Camille Pissaro.